# Bai Elorde
Juan Martin Elorde, detto Bai (Parañaque, 3 novembre 1984), è un pugile filippino.
È nipote di Flash Elorde, considerato tra i più grandi pugili delle Filippine e campione mondiale dei superpiuma dal 1960 al 1967.

## Carriera
Bai Elorde ha debuttato come professionista il 24 febbraio 2007, a 22 anni, contro il connazionale Joseph Mateo. I due pugili erano entrambi al loro primo incontro da pro e nell'occasione Elorde è riuscito a trionfare per decisione unanime dopo 4 riprese.